# Hervé Onana
Hervé Anselme Ndjana Onana is een Kameroens voetballer als aanvaller speelt.

## Carrière
Onana werd in 2007 naar België gehaald door een talentscout van Red Star Waasland. Na de winterstop van het seizoen 2007/08 brak Onana door. Clubs in eerste klasse zoals KVC Westerlo, KSV Roeselare, KV Kortrijk en KV Mechelen toonden interesse in Onana, maar hij bleef bij Red Star Waasland. In het seizoen 2008/09 werd Onana topschutter van de EXQI League met 26 doelpunten, wat hem een transfer naar eersteklasser STVV opleverde.
Bij de Limburgers kon hij zijn goede prestaties van in het Waasland echter niet doorzetten. Enkel tijdens een uitleenbeurt aan Waasland-Beveren (de opvolger van zijn ex-club Red Star Waasland): in de reguliere competitie scoorde hij negen doelpunten, tijdens de eindronde scoorde hij zes keer in zes wedstrijden. Zijn goede prestaties in de eindronde leidden ertoe dat Waasland-Beveren de eindronde won en zo promoveerde naar Eerste klasse. Onana promoveerde echter niet mee: hij trok naar tweedeklasser AFC Tubize. Daar werd hij in zijn eerste seizoen opnieuw topschutter van de Tweede klasse, maar in het daaropvolgende seizoen kon hij niet bevestigen. Onana speelde nadien nog voor Sint-Eloois-Winkel, Union Saint-Gilloise, La Louvière Centre, KSV Bornem en FC Mariekerke.

## Statistieken
| seizoen | club                         | land   | competitie                | wed. | goals |
| ------- | ---------------------------- | ------ | ------------------------- | ---- | ----- |
| 2007/08 | RS Waasland                  | België | EXQI League               | 32   | 11    |
| 2008/09 | RS Waasland                  | België | EXQI League               | 37   | 27    |
| 2009/10 | Sint-Truiden VV              | België | Jupiler Pro League        | 26   | 2     |
| 2009/10 | Sint-Truiden VV              | België | Play-Off I                | 9    | 0     |
| 2009/10 | Sint-Truiden VV              | België | Eindronde Europes voetbal | 2    | 1     |
| 2010/11 | Sint-Truiden VV              | België | Jupiler Pro League        | 9    | 0     |
| 2010/11 | → Enosis Neon Paralimni      | Cyprus | Eerste Divisie            | 7    | 2     |
| 2011/12 | → KVRS Waasland - SK Beveren | België | Tweede klasse             | 38   | 15    |
| 2012/13 | AFC Tubize                   | België | Belgacom League           | 32   | 17    |
| 2013/14 | AFC Tubize                   | België | Belgacom League           | 16   | 3     |
|         |                              |        | Totaal                    | 208  | 78    |